# Arklon Huertas del Pino
Arklon Huertas del Pino Cordova (* 16. Juli 1994 in Lima) ist ein peruanischer Tennisspieler.

## Persönliches
Arklon ist der ältere Bruder von Conner Huertas del Pino, mit dem er auch meistens zusammen im Doppel antritt.

## Karriere
Huertas del Pino nahm nicht an der ITF Junior Tour teil. Bei den Profis spielte Huertas del Pino ab 2017 Turniere der ITF Future Tour. 2018 war er dort erstmals erfolgreich, erreichte sein erstes Finale im Einzel und gewann die ersten zwei Titel im Doppel, wodurch er in der Weltrangliste jeweils unter den Top 750 stand. 2019 gewann er den ersten Einzeltitel, während er im Doppel neun Titel gewann (acht davon mit seinem Bruder). Er stieg auf Platz 564 im Einzel und 327 im Doppel.
Ende 2019 wurde Huertas del Pino positiv auf Cannabis getestet, woraufhin er rückwirkend ab dem 24. Oktober 2019 für zwei Jahre gesperrt wurde.
2021 stieg er wieder in den Turnierbetrieb ein und gewann mit dem ersten Turnier direkt seinen zweiten Einzeltitel sowie zwei weitere Doppeltitel, mit denen er im Einzel wieder in die Top 800 und im Doppel in die Top 1000 einstieg. Im November gab er sein Debüt für die peruanische Davis-Cup-Mannschaft in der Begegnung gegen Rumänien, bei der er an der Seite von Sergio Galdós sein erstes Match verlor. 2022 wurde zum bis dato besten Jahr des Peruaners. Im Einzel gewann er zwar keinen Titel bei Futures (ein Finale), aber er hatte erstmals Erfolg bei Turnieren der ATP Challenger Tour. In Coquimbo zog er aus der Qualifikation heraus das Viertelfinale, in Buenos Aires gelang ihm selbiges nochmal. Dort spielte er auch gegen seinen Bruder, gegen den er bei acht Begegnungen siebenmal gewann. Mit ihm zusammen siegte er 2022 bei zwei Futures, vier weitere gewann er mit anderen Partnern. Nachdem er in der Vorwoche schon ein Halbfinale erreicht hatte, schaffte das Brüderpaar in Buenos Aires den Sprung ins Finale, wo sie sich ihren ersten Challenger-Titel erkämpften. Kurioserweise zogen sie bei dem Turnier gleich zwei Freilose und musste demnach nur zwei Matches gewinnen. Ende 2022 stand er in der Weltrangliste auf Platz 489 im Einzel und 237 im Doppel, jeweils knapp hinter seinem jeweiligen Karrierehoch, das er im Jahresverlauf erreicht hatte.

## Erfolge
| Legende (Anzahl der Siege) |
| Grand Slam                 |
| ATP Finals                 |
| ATP Tour Masters 1000      |
| ATP Tour 500               |
| ATP Tour 250               |
| ATP Challenger Tour (3)    |

### Doppel

#### Turniersiege
| Nr. | Datum            | Turnier          | Belag | Partner                 | Finalgegner                                          | Ergebnis         |
| --- | ---------------- | ---------------- | ----- | ----------------------- | ---------------------------------------------------- | ---------------- |
| 1.  | 25. Juni 2022    | Buenos Aires (1) | Sand  | Conner Huertas del Pino | Matías Franco Descotte Alejo Lorenzo Lingua Lavallén | 7:5, 4:6, [11:9] |
| 2.  | 4. November 2023 | Guayaquil        | Sand  | Conner Huertas del Pino | Luca Margaroli Santiago Rodríguez Taverna            | 6:3, 6:1         |
| 3.  | 13. Januar 2024  | Buenos Aires (2) | Sand  | Conner Huertas del Pino | Max Houkes Lukas Neumayer                            | 6:3, 3:6, [10:6] |